# Pierre-Louis Genoud
Pierre-Louis Genoud, né le 4 avril 1860, à Douvaine, et mort le 15 octobre 1945, à Basse-Terre est un prélat catholique français, évêque de Guadeloupe et Basse-Terre de 1912 à 1945.

## Biographie
Pierre-Louis Genoud est né le 4 avril 1860, à Douvaine, dans le département de la Haute-Savoie.  
Ses humanités à Évian-les-Bains achevées, il intègre la congrégation du Saint-Esprit, dans laquelle il est ordonné prêtre, le 1er novembre 1885.
Il professe la théologie, jusqu'en 1896, au séminaire des Colonies, à Paris, puis à celui des Missions de la Congrégation, à Chevilly, avant de devenir maître des novices.    
Il est nommé évêque de Guadeloupe et Basse-Terre, le 31 mai 1912, et reçoit la consécration épiscopale des mains du cardinal Léon Adolphe Amette, archevêque de Paris, le 2 juillet 1912, en la basilique Notre-Dame-des-Victoires de Paris.
Il prend sa retraite le 17 mai 1945, et reçoit, ce même jour, les titres d'évêque émérite du diocèse de Basse-Terre et Pointe-à-Pitre et d'évêque titulaire d'Apollonie (de) (Albanie), qu'il conserve jusqu'à sa mort, survenue le 15 octobre 1945, à Basse-Terre, en Guadeloupe.

## Distinctions
- Officier de la Légion d'honneur (28 février 1938)[3]

## Armes
D'argent à la Vierge de la Guadeloupe planant sur des îles de sinople; au chef aux armes des Pères du Saint-Esprit (d'azur au cœur sacré de Marie d'argent enflammé et transpercé de même et ceint d'une couronne de roses, surmonté d'une colombe du même au vol éployé).